# 藤橋歴史民俗資料館
藤橋歴史民俗資料館（ふじはしれきしみんぞくしりょうかん）は、岐阜県揖斐郡揖斐川町にある博物館。

## 概要
- 地方自治法第244条の2の規定に基づき設置されている揖斐川町の博物館の一つである[2]。揖斐川町のうち、旧・藤橋村の歴史民俗に関する資料の保管展示の施設である。
- 建物は江戸中期から明治中期に建築された藤橋村の茅葺民家5戸を移築したものである。建物は建築当時の状態に復元されている。
- 昭和50年代後半、徳山ダムと杉原ダムの建設計画により、藤橋村の住民が次々と移転し茅葺屋根の空き家が増加してしまう。藤橋村はこれらの貴重な民家・民具を残すため、民家を移築し資料館の建設を計画[3]。鶴見地区の民家3戸を移築し、1984年（昭和59年）7月27日、藤橋村歴史民俗資料館として開館[1]。1986年（昭和61年）に鶴見地区の民家1戸、横山地区の民家1戸を移築する[1]。2005年（平成17年）に（旧）揖斐川町、谷汲村、久瀬村、春日村、坂内村、藤橋村と合併し、（新）揖斐川町が発足すると、藤橋歴史民俗資料館に改称する。
- 建物のうち、藤橋歴史民俗資料館3号棟は旧・庄屋の宮川家の住宅であり、宝暦10年（1760年）墨書材が残されていることから、宝暦10年以前の建築と推測される[4]。
- 展示物は民具が中心である。主に徳山ダム、杉原ダムで水没した鶴見地区と東杉原地区の民家から収集したものである。一部は藤橋城の3階に展示している。

## 利用案内
- 所在地：岐阜県揖斐郡揖斐川町鶴見419番地
- 開館時間：10:00 - 16:30
- 休館日：月、火曜日（当該日が祝日の場合はその日を除く平日2日間）、冬期（12月1日 - 3月31日）
  - 国道417号が通行止めとなったときは、臨時休館。
- 入館料：大人550円、小中学生270円　（藤橋城・西美濃プラネタリウムと共通）

## 交通アクセス

### 公共交通機関
- 揖斐川町ふれあいバス揖斐川北部線「上平住宅口」バス停より約10㎞

### 自動車
- 名神高速道路大垣ICより約80分

## 周辺施設
- 藤橋城
- 西美濃天文台
- ふじはし星の家（旧・藤橋村立杉原小学校校舎を改修した宿泊研修施設）